# Ding! Dong! Dang!
「Ding! Dong! Dang!」（ディン・ドン・ダン）は、TUBEの通算46作目のシングル。

## 概要
- 表題曲はテレビ東京系アニメで東宝配給映画『劇場版 NARUTO -ナルト- 大激突!幻の地底遺跡だってばよ』の主題歌に起用された。この主題歌を歌ったきっかけは、前田亘輝が「週刊少年ジャンプ」を愛読しており、「『NARUTO -ナルト-』の主題歌を歌いたくなった」ということからである。
- 初回盤には封入特典「劇場版NARUTO」オリジナル携帯窓拭きが封入された。

## 収録曲
| 全作詞: 前田亘輝、全作曲: 春畑道哉、全編曲: TUBE。 |                                      |          |            |      |
| #                                                  | タイトル                             | 作詞     | 作曲・編曲 | 時間 |
| 1.                                                 | 「Ding! Dong! Dang!」                | 前田亘輝 | 春畑道哉   | 4:32 |
| 2.                                                 | 「Ding! Dong! Dang! (Instrumental)」 | 前田亘輝 | 春畑道哉   | 4:31 |
| 合計時間:                                          | 合計時間:                            | 9:03     |            |      |

## 収録アルバム
- B☆B☆Q (#1)
- 35年で35曲 “汗と涙” ～涙は心の汗だから～（#1、リミックス）
- All Singles TUBEst -White- (#1)

## タイアップ
Ding! Dong! Dang!
- 東宝配給映画『劇場版 NARUTO -ナルト- 大激突!幻の地底遺跡だってばよ』主題歌

## 参加ミュージシャン
- 勝田かず樹（DIMENSION） - サックス
- 伊藤一義 - コーラス